# Visai
Koning Somdetch Brhat Chao Vijaya Raja Sri Sadhana Kanayudha, beter bekend onder de naam Visai, volgde zijn broer koning Uponyuvarat II op als 27e koning van Lan Xang in 1637. Hij was een zoon van koning Mom Keo. Koning Visai stierf in 1638 en werd opgevolgd door zijn oom, prins Sulinya Vongsa.
Hij had voor zover bekend twee zoons: 
- Prins (Chao Fa) Puya (Bou), hij vluchtte na de kroning van zijn neef Sulinya Vongsa in 1638 naar Xhieng Khuang. Hij stierf in Nakhon Phanom, hij had voor zover bekend 1 zoon:
  - Prins (Chao Phaya) Nandaratta (Nan Tharat), hij werd koning van Lan Xang in 1695.
- Prins (Chao Fa) Jaya (Soi), hij vluchtte na de kroning van zijn neef Sulinya Vongsa in 1638.